# Bahnstrecke Lučenec–Halič
| Kursbuchstrecke: | 41g (1965)           |                                         |                                         |
| Streckenlänge: | 7,580 km             |                                         |                                         |
| Spurweite: | 1435 mm (Normalspur) |                                         |                                         |
| Maximale Neigung: | 15 ‰                 |                                         |                                         |
| Minimaler Radius: | 225 m                |                                         |                                         |
| Streckengeschwindigkeit: | 40 km/h              |                                         |                                         |
| |                      |                                         |                                         |
| \| \| \| von Salgótarján \| \| \| \| \| von Aszód \| \| \| \| \| von Utekáč \| \| \| \| 0,000 \| Lučenec früher Losoncz \| Lučenec früher Losoncz \| \| \| \| nach Vrútky \| \| \| \| 1,345 \| Lučenec továrne \| Lučenec továrne \| \| \| \| \| \| \| \| \| vlečka \| \| \| \| 1,800 \| Lučenec Tržište früher Losoncz vásárter \| Lučenec Tržište früher Losoncz vásárter \| \| \| \| vlečka Kasárna \| \| \| \| 2,660 \| vlečka Parný mlyn \| vlečka Parný mlyn \| \| \| 4,400 \| Ladov früher Ladó \| Ladov früher Ladó \| \| \| 7,580 \| Halič früher Gács \| Halič früher Gács \| \| \| \| vlečka \| \| \| \| \| \| \| \| Quellen: [1] \| \| \| \| |                      |                                         |                                         |
| Strecke |                      | von Salgótarján                         | von Salgótarján                         |
| Abzweig geradeaus und von links |                      | von Aszód                               | von Aszód                               |
| Abzweig geradeaus und von rechts |                      | von Utekáč                              | von Utekáč                              |
| Bahnhof | 0,000                | Lučenec früher Losoncz                  | Lučenec früher Losoncz                  |
| Abzweig geradeaus und nach rechts |                      | nach Vrútky                             | nach Vrútky                             |
| Abzweig geradeaus und von rechts | 1,345                | Lučenec továrne                         | Lučenec továrne                         |
| |                      |                                         |                                         |
| Abzweig geradeaus und nach links (Strecke außer Betrieb) |                      | vlečka                                  | vlečka                                  |
| Haltepunkt / Haltestelle (Strecke außer Betrieb) | 1,800                | Lučenec Tržište früher Losoncz vásárter | Lučenec Tržište früher Losoncz vásárter |
| Abzweig geradeaus und von links (Strecke außer Betrieb) |                      | vlečka Kasárna                          | vlečka Kasárna                          |
| Abzweig geradeaus und nach links (Strecke außer Betrieb) | 2,660                | vlečka Parný mlyn                       | vlečka Parný mlyn                       |
| Haltepunkt / Haltestelle (Strecke außer Betrieb) | 4,400                | Ladov früher Ladó                       | Ladov früher Ladó                       |
| Bahnhof (Strecke außer Betrieb) | 7,580                | Halič früher Gács                       | Halič früher Gács                       |
| |                      | vlečka                                  |                                         |
| |                      |                                         |                                         |
| Quellen: |                      |                                         |                                         |

Die Bahnstrecke Lučenec–Halič war eine regionale Eisenbahnverbindung in der Slowakei. Sie zweigte in Lučenec von der Bahnstrecke Salgótarján–Vrútky ab und führte im Tal des Tuhárský potok nach Halič. 

## Geschichte
Die Konzession zum Bau der Lokalbahn von Losoncz nach Gács erhielt 1904 Ignác Armin Pallós aus Budapest. Die Konzession enthielt den Streckenverlauf und die Verpflichtung, Zweiggleise zum Blech- und Emaillierwerk, zur Brennerei Herzog und Kohn in Losonc und zur Textilfabrik in Gács herzustellen. Am 14. Juli 1906 gründete sich die Losoncz–Gácsi helyi érdeku vasút részvény tarsaság (Losoncz–Gácser Lokalbahn-Aktiengesellschaft).
Die Strecke wurde am 19. Dezember 1906 eröffnet. Die Betriebsführung übernahmen die Königlich Ungarischen Staatsbahnen (MÁV) für Rechnung der Eigentümer. Der Sommerfahrplan von 1912 wies insgesamt drei gemischte Zugpaare aus, die für die Strecke zwischen Losoncz und Gacs 25 Minuten benötigten.
Nach dem Zerfall Österreich-Ungarns im Oktober 1918 und der Gründung des neuen Staates Tschechoslowakei ging die Betriebsführung an die neu gegründeten Tschechoslowakischen Staatsbahnen (ČSD) über. Die ungarischen Betriebsstellennamen wurden in der Folge durch slowakische ersetzt.  

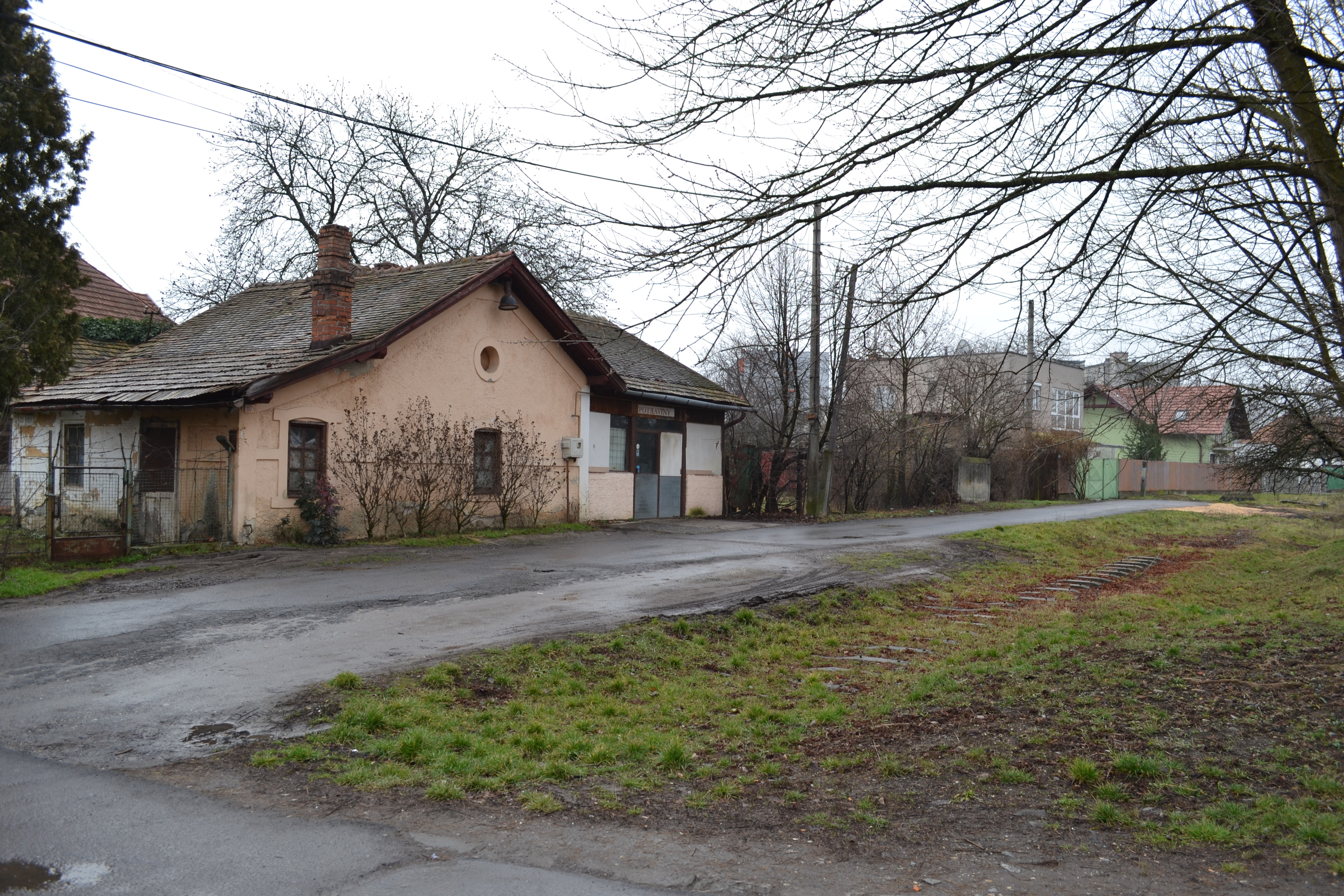
Haltestelle Lučenec Tržište (2014)

Ab den 1930er Jahren setzten die ČSD im Reiseverkehr auch moderne Motorzüge ein, die sowohl eine Verdichtung des Fahrplanes, als auch eine deutliche Fahrzeitverkürzung ermöglichten. Der Sommerfahrplan 1938 verzeichnete werktäglich fünf Zugpaare, von denen werktags einer und sonntags zwei als Motorzug geführt waren. Die Fahrzeit der Motorzüge betrug 18 Minuten.
Nach dem Ersten Wiener Schiedsspruch kamen die mehrheitlich ungarisch besiedelten Gebiete der Tschechoslowakei und damit auch die Strecke im November 1938 wieder zu Ungarn. Betreiber waren nun wieder die Ungarischen Staatsbahnen (MÁV). Nach dem Zweiten Weltkrieg kam die Strecke 1945 wieder vollständig zu den ČSD.
Die ČSD verdichteten den Fahrplan ab Ende der 1940er Jahre werktäglich auf sieben Personenzugpaare. Trotzdem ging die Transportleistung zugunsten des Straßenverkehrs immer mehr zurück. Am 28. Mai 1967 wurde der Reiseverkehr und am 1. Juni 1967 auch der Güterverkehr eingestellt. Zur Bedienung der örtlichen Industrieanschlüsse blieb lediglich ein kurzer Streckenabschnitt in Lučenec erhalten, der heute als Anschlussbahn (vlečka) betrieben wird. 
Im Jahr 1976 genehmigte der Bezirksnationalausschuss in Lučenec mit der Vorordnung Nr. 460/1976 die dauerhafte Einstellung des Eisenbahnverkehrs. Die Gleise wurden kurz darauf abgebaut.

## Fahrzeugeinsatz

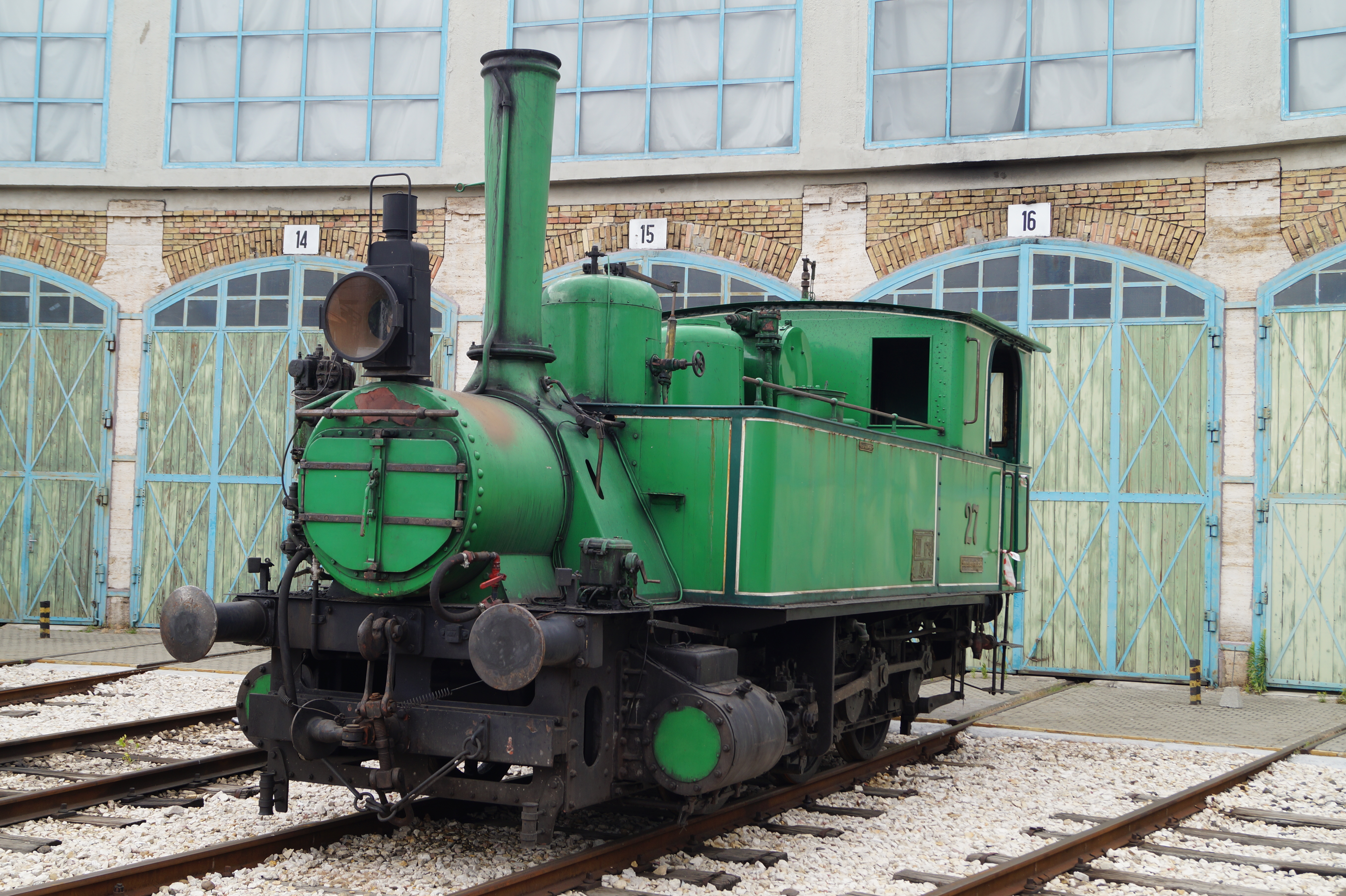
MÁV 377 im Eisenbahnmuseum Budapest (2017)

Die MÁV und die ČSD setzten auf der Strecke Dampflokomotiven der MÁV-Baureihe 377 (ČSD 310.4) ein. Dazu kamen nach dem Zweiten Weltkrieg Triebwagen der ČSD-Baureihe M  131.1.